# Burgstall Bürglen
Der Burgstall Bürglen ist eine abgegangene Spornburg auf einem 640 m ü. NHN hohen Bergsporn etwa 300 Meter nordwestlich der ehemaligen Dorfkirche von Bargen, einem heutigen Stadtteil von Engen im baden-württembergischen Landkreis Konstanz in Deutschland.
Von der ehemaligen Burganlage sind keine Reste erhalten.